# Доња Јајина
Доња Јајина (Доње Јајно) је насељено место града Лесковца у Јабланичком округу. Према попису из 2022. било је 1072 становника.
Насеље је удаљено 2,5 km од центра Лесковца и сврстава га у ред приградског насеља. У насељу је 2011. године завршена нова четворогодишња школа. Насеље има водоводну мрежу која је урађена 2005. године. Искључиво због близине града постоји и телефонска мрежа и нова централа која је оспособљена за АДСЛ. Због близине града људи су све до почетка рата у СФРЈ и мало касније (до 2000) године масовно радили у фабрикама и предузећима у Лесковцу.
Доња Јајина је позната и по Јајнским барама. Постоји неколико бара. У двема барама још увек долазе пецароши јер има риба али временом је све мање јер се више не порибљује. Две баре су попуњене грађевинским шутом. Иначе није потпуно поуздан ниједан валидан податак о настанку ових бара, по неким турским записима баре и Доња Јајина се први пут помињу наводно у 15. веку, по новијим и вероватно сигурнијим подацима је предузеће „Победа“ из Лесковца одвлачило глину за производњу грађевинског материјала. За време НАТО агресије 1999. на СРЈ насеље је претрпело велика оштећења јер се у непосредној близини налазе два војна објекта. За време задњег бомбардовања на један од објеката бачена су чак 43 пројектила али срећом осим материјалне штете нико није погинуо.

## Етимологија
По казивању неких Јајнчана, међу којима је и Вукадин Јањић из рода Јањића, предео на коме се заселило Доње Јајно, био је пун бара са бистром водом. Баре су биле обрасле шеваром и другим барским биљкама и насељене многобројним врстама барских птица, које су се у шеваришту гнездиле, па је на свим странама било много птичјих јаја. Људи су ловили птице и скупљали њихова јаја: „ишли у (по) јаја". Тако се и место прозвало Јајно. Алекса Трајковић, из Великог Трњана, за своје време и средину веома образован и промућуран човек, објашњавао је име овог села по називу дрвећa које је радо расло на обалама Ветернице, по јови-јаји. Тог дрвећа данас има много у вучанском атару, нарочито у кориту Вучанке изнад села све до Дев-казана. Алекса Трајковић је тврдио како је он на својим њивама поред Ветернице и у атару Великоr Трњана налазио угљенисана стабла јаје. По том дрвећу, по јајама, названо је и село Јајно (и Доње и Горње). Јован Маринковић, родом из Г. Јајна, тврди да у Педаrошкој школи у Нишу, чији је слушалац био, постоји Лексикон са називима свих места и објашњењем како је које место добило име, па тврди да је у тој књизи забележено да се Јајно прозвало по чувеном генералу Мехмеда II Јаја-паши, чије је лено овај крај био у првом периоду турске власти.

## Географија

### Хидрографија
Поред села Доњег Јајна тече река Ветерница. Сем тога, на крајњем југу села, протиче Сушица која се недалеко одавде улива у Ветерницу. Може се peћu да село Доње Јајно лежи између ових двеју река. На целој територији села су и изданске воде близу, па свака кућа има бунар у своме дворишту за своје потребе.

### Земља
Атар овог села обухвата 690 хектара, од чега пада на обрадиву земљу 532 хектара. Од њега само Стројковце има више обрадиве земље и то само за 23 хектара. С друrе стране, село Доње Јајно нема шуму, па оно представња једино сеоско насеље у Поречју без шуме.
Земљиште носи ове називе: Стара река, Аниште, Шкретино, Церак, Мечкина долина, Трнице, Пејино браниште, Чардачиште, Асановица, Селиште, Големе њиве, Кавгалије, Врцине њиве, Дрћевачко поље, Сушичко поље, Араповица (Арапова долина), Црвени брег, Мала Сушица, Горње ливаде, Големе ливаде, Кованлук.
Село је подељено у 5 махала: Дрћевац (тако се води и у генералштабним картама као самостално насеље), Доња махала или Старо село, Горња махала или Кованлук, Божјаци и Сушица.

## Историја
Село Доње Јајно се не помиње у српским cредњевековним споменицима. Ако би била тачна тврдња да је овај крај био лено Јаја-паше, онда се село заселило у доба Турака, али не пре краја 15. века. Локалитети Селиште говоре да је у близини данашњег села Д. Јајно било других сеоских насеља, а можда се и само село Д. Jaјно, ко зна из којих разлога, током времена премештало. Пред крај турске ово село је било господарско (имaло је 3 господара). Један се звао Асан, нa кога се сачувао траг у локалитету Асаново, други Суља. Име трећег господара се у народу није сачувало. Сва тројица су живели у Лесковцу, а у Д. Јајну су имали своје чардаке, о чему сведоче локалитети „Чардашиште" и „Турски бунар". После ослобођења село је плаћало аграрни дуг.
Хан је забележио да је Доње Јајно 1858. године имало десет кућа, а Милан Ђ. Милићевић да је после ослобођења бројило 38 пореских глава.

## Демографија
У насељу Доња Јајина живи 1052 пунолетна становника, а просечна старост становништва износи 39,1 година (38,2 код мушкараца и 40,0 код жена). У насељу има 376 домаћинстава, а просечан број чланова по домаћинству је 3,56.
Ово насеље је великим делом насељено Србима (према попису из 2002. године), а у последња три пописа, примећен је пораст у броју становника искључиво захваљујући близини Лесковца а и досељеном становништву из брдско-планинских предела.
|             | \| Демографија[1] \| Демографија[1] \| Демографија[1] \| \| Година \| Становника \| Становника \| \| -------------- \| -------------- \| -------------- \| \| 1948. \| 739 \| \| \| 1953. \| 800 \| \| \| 1961. \| 897 \| \| \| 1971. \| 1.187 \| \| \| 1981. \| 1.264 \| \| \| 1991. \| 1.333 \| 1.316 \| \| 2002. \| 1.338 \| 1.371 \| \| 2011. \| 1.277 \| \| \| 2022. \| 1.072 \| \| |            |
| Демографија | |            |
| Година      | Становника | Становника |
| 1948.       | 739 |            |
| 1953.       | 800 |            |
| 1961.       | 897 |            |
| 1971.       | 1.187 |            |
| 1981.       | 1.264 |            |
| 1991.       | 1.333 | 1.316      |
| 2002.       | 1.338 | 1.371      |
| 2011.       | 1.277 |            |
| 2022.       | 1.072 |            |

| Етнички састав према попису из 2002.‍ | Етнички састав према попису из 2002.‍ | Етнички састав према попису из 2002.‍ | Етнички састав према попису из 2002.‍ | Етнички састав према попису из 2002.‍ |
| ------------------------------------ | ------------------------------------ | ------------------------------------ | ------------------------------------ | ------------------------------------ |
|                                      |                                      |                                      |                                      |                                      |
| Срби                                 | Срби                                 |                                      | 1.321                                | 98,72%                               |
| Македонци                            | Македонци                            |                                      | 8                                    | 0,59%                                |
| Роми                                 | Роми                                 |                                      | 4                                    | 0,29%                                |
| Хрвати                               | Хрвати                               |                                      | 1                                    | 0,07%                                |
| непознато                            | непознато                            |                                      | 4                                    | 0,29%                                |

| Година пописа     | 1948. | 1953. | 1961. | 1971. | 1981. | 1991. | 2002. |
| ----------------- | ----- | ----- | ----- | ----- | ----- | ----- | ----- |
| Број домаћинстава | 120   | 137   | 192   | 291   | 307   | 356   | 376   |

| Број чланова      | 1  | 2  | 3  | 4  | 5  | 6  | 7 | 8 | 9 | 10 и више | Просек |
| ----------------- | -- | -- | -- | -- | -- | -- | - | - | - | --------- | ------ |
| Број домаћинстава | 42 | 80 | 61 | 86 | 46 | 50 | 9 | 2 | 0 | 0         | 3,56   |

| Пол    | Укупно | Неожењен/Неудата | Ожењен/Удата | Удовац/Удовица | Разведен/Разведена | Непознато |
| ------ | ------ | ---------------- | ------------ | -------------- | ------------------ | --------- |
| Мушки  | 551    | 127              | 384          | 24             | 16                 | 0         |
| Женски | 546    | 59               | 391          | 85             | 11                 | 0         |
| УКУПНО | 1.097  | 186              | 775          | 109            | 27                 | 0         |

| Пол    | Укупно                    | Пољопривреда, лов и шумарство | Рибарство                            | Вађење руде и камена | Прерађивачка индустрија       |
| ------ | ------------------------- | ----------------------------- | ------------------------------------ | -------------------- | ----------------------------- |
| Мушки  | 283                       | 68                            | 2                                    | 0                    | 86                            |
| Женски | 139                       | 35                            | 0                                    | 0                    | 45                            |
| УКУПНО | 422                       | 103                           | 2                                    | 0                    | 131                           |
| Пол    | Производња и снабдевање   | Грађевинарство                | Трговина                             | Хотели и ресторани   | Саобраћај, складиштење и везе |
| Мушки  | 4                         | 19                            | 24                                   | 13                   | 24                            |
| Женски | 1                         | 1                             | 15                                   | 9                    | 1                             |
| УКУПНО | 5                         | 20                            | 39                                   | 22                   | 25                            |
| Пол    | Финансијско посредовање   | Некретнине                    | Државна управа и одбрана             | Образовање           | Здравствени и социјални рад   |
| Мушки  | 0                         | 1                             | 9                                    | 10                   | 11                            |
| Женски | 0                         | 1                             | 3                                    | 6                    | 14                            |
| УКУПНО | 0                         | 2                             | 12                                   | 16                   | 25                            |
| Пол    | Остале услужне активности | Приватна домаћинства          | Екстериторијалне организације и тела | Непознато            | Непознато                     |
| Мушки  | 2                         | 0                             | 0                                    | 10                   | 10                            |
| Женски | 7                         | 0                             | 0                                    | 1                    | 1                             |
| УКУПНО | 9                         | 0                             | 0                                    | 11                   | 11                            |

## Саобраћај
Кроз село пролази „Горњи пут" који иде дуж целог Поречја и спаја ова села са Лесковцем: Доње Јајно, Горње Јајно, Паликућу, Бунушки Чифлук, затим Тодоровце, Мирошевце, онда Вину, па потом село Барје. Од Барја се одвајао крак преко оругличког рида и ишао на Копиљак, а одатле за Гњилане. У народу се овај пут зове још и Арнаутски пут, јер су њиме, за време Турака, Арбанаси, насељени у пољаничким селима и селима Ветерничке клисуре, долазили у Лесковац. У почетку села Доњег Јајна из правца Лесковца, од овог пута се одваја пут који води кроз Сушицу, па је село Доње Јајно и на раскршћу ова два пута.